# Ács István (püspök)
Ács István OSPPE (Rátka, 1935. április 18. – Eger, 1993. március 27. vagy 1993. március 26.) római katolikus pap, pálos szerzetes, egri segédpüspök.

## Pályafutása
Középiskolai tanulmányait Miskolcon és Egerben végezte, Sátoraljaújhelyen érettségizett. Az egri teológia elvégzése után, 1959. június 14-én szentelték pappá.
1959-től 1962-ig Sátoraljaújhelyen, 1962-től 1970-ig pedig Sárospatakon szolgált káplánként. 1965-ben tette le fogadalmát a pálos rendben. 1970-től 1989-ig Füzér plébánosa volt; ebéli minőségében – nevének feltüntetése nélkül – megszólal a Másfélmillió lépés Magyarországon (1979) című filmsorozatban.

### Püspöki pályafutása
1988. december 23-án II. János Pál pápa címzetes püspökké és egri segédpüspökké nevezte ki. Paskai László esztergomi érsek szentelte püspökké Esztergomban, 1989. február 11-én. Püspöki jelmondata „Te vagy, uram, az én reményem”.
Ő szervezte meg az egyházmegyében a Katolikus Karitász munkáját. Az 1990-es évek elején a Magyar Katolikus Püspöki Konferencia családreferens püspöke volt. Tevékenysége révén terjedt el Magyarországon szélesebb körben a Házas Hétvége és a kamilliánus mozgalom.